# Pseudohippopsis latifrons
Pseudohippopsis latifrons är en skalbaggsart som beskrevs av Stefan von Breuning 1940. Pseudohippopsis latifrons ingår i släktet Pseudohippopsis och familjen långhorningar. Inga underarter finns listade i Catalogue of Life.